# Witte Ernz
De Witte Ernz (Luxemburgs: Wäiss Iernz, Duits: Weisse Ernz, Frans: Ernz Blanche) is een rivier in het Groothertogdom Luxemburg.
De bron, Schetzelbur genaamd, bevindt zich in de gemeente Niederanven in het Grünewald. De rivier ontspringt op de bosrijke hoogtes nabij de Stafelter en het eerste deel van haar loop gaat door brede landbouwrijke vallei door Eisenborn, Imbringen en Altlinster. Vanaf ongeveer Koedange wordt de vallei nauwer en rotsachtiger langs Ernzen tot aan Larochette, waarbij de Witte Ernz ongeveer de grens aangeeft van het toeristische gebied Klein Zwitserland.
Na de overstromingen van juli 2016 werden grote stukken van het winterbed terug overstroombaar gemaakt om Larochette en andere dorpen beter te beschermen tegen het wassende water. Hierdoor werd een waterrijk natuurgebied ontwikkeld. Min of meer langs heen de Witte Ernz kan men vanaf Medernach tot Koedange (voorlopig einde) een vlak fietspad volgen (piste cyclable 5)
De rivier stroomt door Larochette en Ermsdorf en mondt uit in de Sûre bij Reisdorf.
Het gedeelte van de vallei tussen Ermsdorf en Reisdorf wordt la Vallée des Moulins ("Molenvallei") genoemd. De vele voormalige watermolens in dit gebied zijn voornamelijk 19e-eeuws.